# 倫敦地鐵1996年型列車
倫敦地鐵1996年型列車是倫敦地鐵的一款電動列車，行走銀禧線。本型列車由GEC 阿爾斯通-都城嘉慕制造，並於1997年投入服務。 這些列車與在北線使用的1995年型列車相似。
本型列車原本有59列6節編組列車。在2005年，倫敦地鐵增訂了4列全新的7節編組列車，以及一批拖卡，以配合列車編組增至7節。因此，本型列車車隊規模增至63列。